# Krvni bojni strup
Krvni ali splošni bojni strupi preprečujejo prenos kisika skozi kri, saj preprečujejo proces oksidacije v celicah. Od ostalih strupov se razlikujejo po mehanizmu delovanja. Pri kontaktu s tkivi ne povzročajo sprememb in ne poškodujejo tkivnih struktur. Ne delujejo lokalno in za njihovo delovanje ni potrebna resorpcija. V organizem v glavnem vstopajo preko dihalnih organov, redkeje pa preko kože ali prebavnih organov. Na organizem delujejo preko krvi in s tem povzročajo splošno zastrupitev telesa. Po kemični sestavi se krvni strupi zelo razlikujejo, prav tako pa tudi po fizičnih lastnostih in samem delovanju. Simptomi zastrupitve s krvnimi bojnimi strupi so hitrejše in globlje dihanje, vrtoglavost, zbeganost, občutek slabosti, bruhanje, glavobol...

## Predstavniki
- Arzin
- Cianovodikova kislina